# Fumana paphlagonica
Fumana paphlagonica är en solvändeväxtart. Fumana paphlagonica ingår i släktet barrsolvändor, och familjen solvändeväxter.

## Underarter
Arten delas in i följande underarter:
- F. p. alpina
- F. p. paphlagonica